# Domini públic hidràulic
El domini públic hidràulic, segons defineix l'Agència Catalana de l'Aigua, és el conjunt que engloba les aigües continentals superficials i subterrànies renovables, les lleres de corrents naturals contínues i discontínues, els llits de llacs i llacunes o embassaments superficials a la llera pública i els aqüífers subterranis.
El domini públic hidràulic és de titularitat pública i els usos permesos són els d'aprofitament de l'aigua del llit del riu o de la ribera, subjecta a autorització o concessió.